# Stachys germanica
La stregona germanica (nome scientifico Stachys germanica L., 1753) è una piccola pianta erbacea dai fiori labiati appartenente alla famiglia delle Lamiaceae.

## Etimologia
Il nome generico (stachys) deriva dal greco e significa "simile alla spiga di grano". L'epiteto specifico (germanica) fa riferimento all'areale dei primi ritrovamenti.
Il nome scientifico della specie è stato definito da Linneo (1707 – 1778), conosciuto anche come Carl von Linné, biologo e scrittore svedese considerato il padre della moderna classificazione scientifica degli organismi viventi, nella pubblicazione "Species Plantarum - 2: 581" del 1753.

## Descrizione

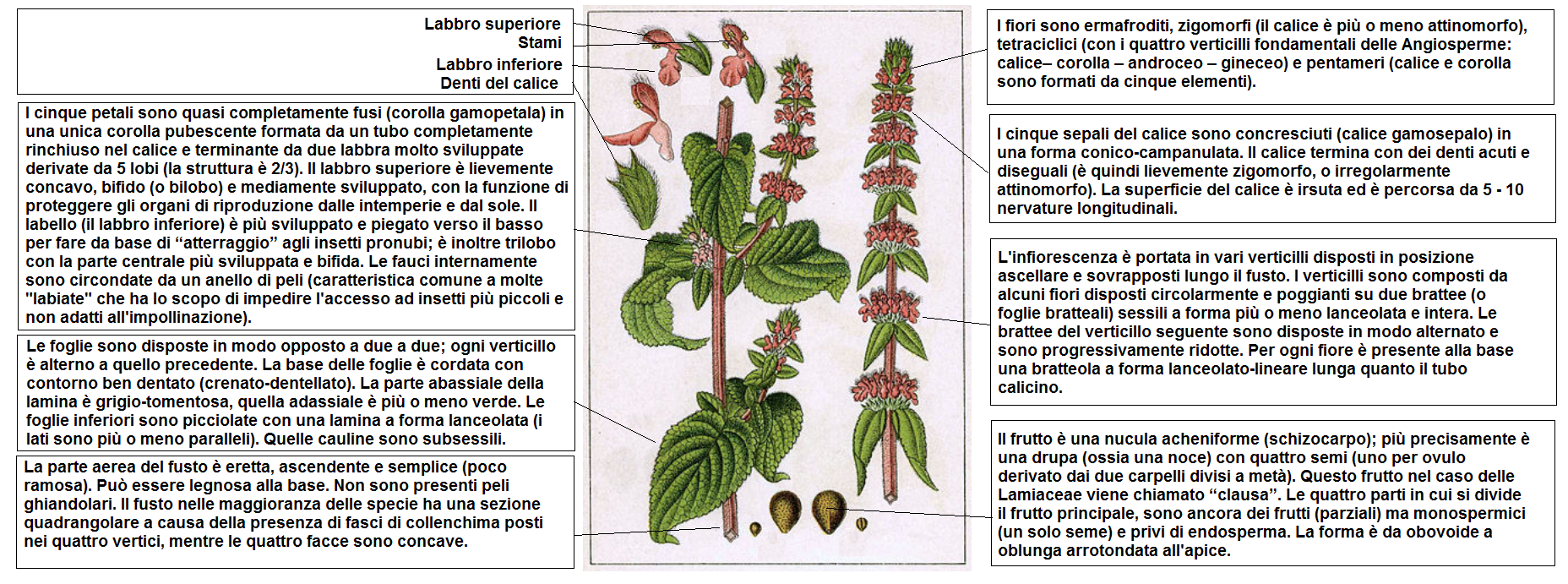
Descrizione delle parti della pianta

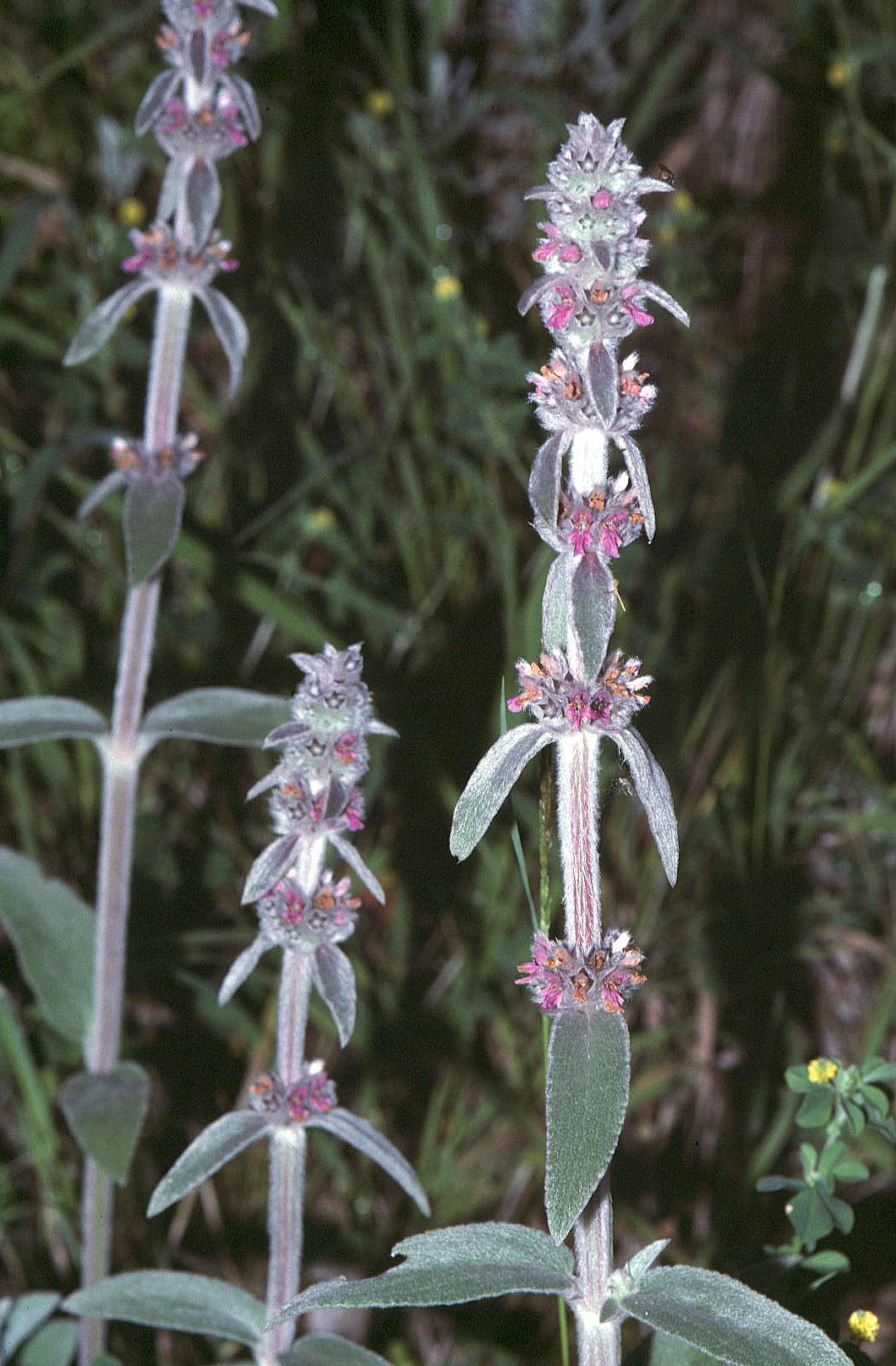
Il portamento

Queste piante arrivano ad una altezza di 3 - 6 dm (massimo 100 cm). La forma biologica è emicriptofita scaposa (H scap), ossia in generale sono piante erbacee, a ciclo biologico perenne, con gemme svernanti al livello del suolo e protette dalla lettiera o dalla neve e sono dotate di un asse fiorale eretto e spesso privo di foglie. Tutta la pianta è grigio-tomentosa.

### Radici
Le radici sono secondarie da rizoma.

### Fusto
La parte aerea del fusto è eretta, ascendente e semplice (poco ramosa). Può essere legnosa alla base. Non sono presenti peli ghiandolari. Il fusto in genere ha una sezione quadrangolare a causa della presenza di fasci di collenchima posti nei quattro vertici, mentre le quattro facce sono concave.

### Foglie
Le foglie sono disposte in modo opposto a due a due; ogni verticillo è alterno a quello precedente. La base delle foglie è cordata con contorno ben dentato (crenato-dentellato). La parte abassiale della lamina è grigio-tomentosa, quella adassiale è più o meno verde. Le foglie inferiori sono picciolate con una lamina a forma lanceolata (i lati sono più o meno paralleli). Quelle cauline sono subsessili. Lunghezza del picciolo delle foglie inferiori: 1 – 6 cm. Dimensione delle foglie inferiori: larghezza 1,5 – 2 cm; lunghezza 5 – 6 cm. Dimensione delle foglie cauline: larghezza 1 - 1,5 cm; lunghezza 4 – 5 cm.

### Infiorescenza
L'infiorescenza è portata in vari verticilli disposti in posizione ascellare e sovrapposti lungo il fusto. I verticilli sono composti da alcuni fiori disposti circolarmente e poggianti su due brattee (o foglie bratteali) sessili a forma più o meno lanceolata e intera. Le brattee del verticillo seguente sono disposte in modo alternato e sono progressivamente ridotte. Per ogni fiore è presente alla base una bratteola a forma lanceolato-lineare lunga quanto il tubo calicino. Dimensione delle bratteole: larghezza 1 - 1,5 mm; lunghezza 6 – 9 mm. 

### Fiore
I fiori sono ermafroditi, zigomorfi (il calice è più o meno attinomorfo), tetraciclici (con i quattro verticilli fondamentali delle Angiosperme: calice– corolla – androceo – gineceo) e pentameri (calice e corolla sono formati da cinque elementi). Lunghezza del fiore: 15 – 20 mm.
- Formula fiorale. Per questa specie la formula fiorale della famiglia è la seguente:

X, K (5), [C (2+3), A 2+2], G (2), supero, drupa, 4 nucole
- Calice: i cinque sepali del calice sono concresciuti (calice gamosepalo) in una forma conico-campanulata. Il calice termina con dei denti acuti e diseguali (è quindi lievemente zigomorfo, o irregolarmente attinomorfo). La superficie del calice è irsuta (non sono presenti ghiandole) ed è percorsa da 5 - 10 nervature longitudinali. I denti superiori sono lunghi circa 1/2 del tubo. Lunghezza del calice: 6 – 13 mm.
- Corolla: i cinque petali sono quasi completamente fusi (corolla gamopetala) in un'unica corolla pubescente formata da un tubo completamente rinchiuso nel calice e terminante da due labbra molto sviluppate derivate da 5 lobi (la struttura è 2/3). Il labbro superiore è lievemente concavo, bifido (o bilobo) e mediamente sviluppato, con la funzione di proteggere gli organi di riproduzione dalle intemperie e dal sole. Il labello (il labbro inferiore) è più sviluppato e piegato verso il basso per fare da base di “atterraggio” agli insetti pronubi; è inoltre trilobo con la parte centrale più sviluppata e bifida. Le fauci internamente sono circondate da un anello di peli (caratteristica comune a molte "labiate" che ha lo scopo di impedire l'accesso ad insetti più piccoli e non adatti all'impollinazione). La corolla è colorata di roseo-vinoso.
- Androceo: l'androceo possiede quattro stami didinami e parzialmente inclusi nella corolla e posizionati sotto il labbro superiore. I filamenti sono adnati alla corolla. Le antere sono biloculari. Le teche sono più o meno distinte e divaricate (raramente sono parallele); la deiscenza è logitudinale. Gli stami dopo la fecondazione divergono e si attorcigliano. I granuli pollinici sono del tipo tricolpato o esacolpato. Il nettario è ricco di sostanze zuccherine.
- Gineceo: l'ovario, profondamente quadri-lobato, è supero formato da due carpelli saldati (ovario bicarpellare) ed è 4-loculare per la presenza di falsi setti. La placentazione è assile. L'ovario è arrotondato all'apice. Gli ovuli sono 4 (uno per ogni presunto loculo), hanno un tegumento e sono tenuinucellati (con la nocella, stadio primordiale dell'ovulo, ridotta a poche cellule).[13] Lo stilo inserito alla base dell'ovario (stilo ginobasico) è del tipo filiforme ed è incluso nella corolla. Lo stigma è bifido con due lacinie uguali.
- Fioritura: da maggio ad agosto.

### Frutti
Il frutto è una nucula acheniforme (schizocarpo); più precisamente è una drupa (ossia una noce) con quattro semi (uno per ovulo derivato dai due carpelli divisi a metà). Questo frutto nel caso delle Lamiaceae viene chiamato “clausa”. Le quattro parti in cui si divide il frutto principale, sono ancora dei frutti (parziali) ma monospermici (un solo seme) e privi di endosperma. La forma è da obovoide a oblunga arrotondata all'apice.

## Riproduzione
- Impollinazione: l'impollinazione avviene tramite insetti (impollinazione entomogama): ditteri, imenotteri e più raramente lepidotteri.[14][15]
- Riproduzione: la fecondazione avviene fondamentalmente tramite l'impollinazione dei fiori (vedi sopra).
- Dispersione: i semi cadendo a terra (dopo essere stati trasportati per alcuni metri dal vento – disseminazione anemocora) sono successivamente dispersi soprattutto da insetti tipo formiche (disseminazione mirmecoria).[16] Per questo scopo i semi hanno una appendice oleosa (elaisomi, sostanze ricche di grassi, proteine e zuccheri) che attrae le formiche durante i loro spostamenti alla ricerca di cibo.[17]

## Distribuzione e habitat

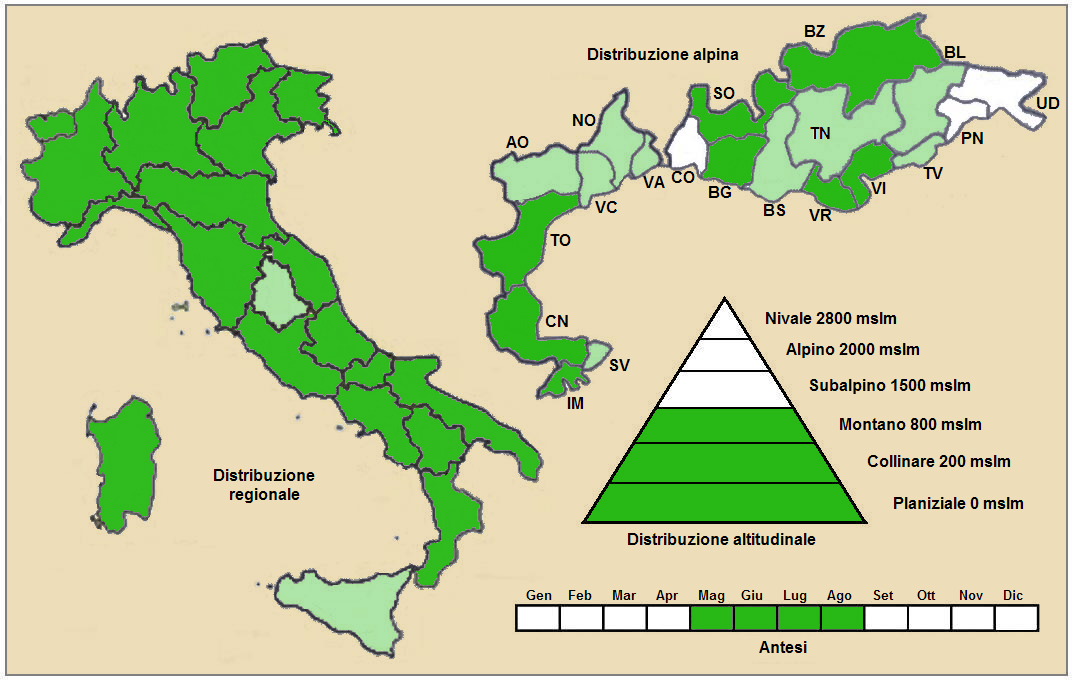
Distribuzione della pianta
(Distribuzione regionale – Distribuzione alpina)

- Geoelemento: il tipo corologico (area di origine) è Euri-Mediterraneo o anche Sud Europeo.
- Distribuzione: in Italia è ovunque comune. Nelle Alpi la distribuzione è discontinua. Fuori dall'Italia, sempre nelle Alpi, questa specie si trova in Francia (tutti i dipartimenti alpini), in Svizzera (cantoni Berna e Grigioni), in Austria (Länder del Vorarlberg, Carinzia, Stiria, Austria Superiore e Austria Inferiore) e in Slovenia. Sugli altri rilievi europei collegati alle Alpi si trova nella Foresta Nera, Massiccio del Giura, Massiccio Centrale, Monti Balcani e Carpazi. Nell'areale mediterraneo questa specie è presente in Anatolia, Transcaucasia e nel Marocco.[20]
- Habitat: l'habitat tipico per questa specie sono i pascoli e gli incolti; ma anche gli ambienti ruderali, le aree abbandonate, le scarpate i margini erbacei meso-termofili dei boschi. Il substrato preferito è calcareo ma anche calcareo/siliceo con pH basico, medi valori nutrizionali del terreno che deve essere arido.
- Distribuzione altitudinale: sui rilievi queste piante si possono trovare fino a 1400 m s.l.m. (massimo 1850 m s.l.m.); frequentano quindi i seguenti piani vegetazionali: collinare e montano (oltre a quello planiziale – a livello del mare).

### Fitosociologia
Dal punto di vista fitosociologico alpino Stachys germanica appartiene alla seguente comunità vegetale:
- Formazione: delle comunità perenni nitrofile

- Classe: Artemisietea vulgaris

- Ordine: Onopordetalia acanthii

- Alleanza: Onopordion acanthii

## Tassonomia
La famiglia di appartenenza della specie (Lamiaceae), molto numerosa con circa 250 generi e quasi 7000 specie, ha il principale centro di differenziazione nel bacino del Mediterraneo e sono piante per lo più xerofile (in Brasile sono presenti anche specie arboree). Per la presenza di sostanze aromatiche, molte specie di questa famiglia sono usate in cucina come condimento, in profumeria, liquoreria e farmacia. Il genere Stachys comprende più di 300 specie con una distribuzione cosmopolita (ad eccezione dell'Australia e Nuova Zelanda), due dozzine delle quali vivono spontaneamente in Italia. Nell'ambito della famiglia il genere Stachys è descritto all'interno della tribù Stachydeae Dumort., 1827 (sottofamiglia Lamioideae Harley, 2003). Nelle classificazioni meno recenti la famiglia Lamiaceae viene chiamata Labiatae.
Il numero cromosomico di S. germanica è: 2n = 30.

### Variabilità
La specie Stachys germanica è a capo del Gruppo St. germanica. Si tratta di un gruppo polimorfo la cui circoscrizione è imperfettamente conosciuta, formato da diverse specie di un areale compreso tra l'Europa (sud-est) e l'Asia (occidentale). Alcuni sottogruppi non hanno ancora raggiunto una differenziazione completa e spesso sono rimessi in contatto tra di loro producendo fenomeni di ibridazione e perdendo così la loro individualità. Per alcuni Autori le varie entità di questo gruppo sono descritte come sottospecie o varietà di una grande specie collettiva; altri Autori (Pignatti) le descrivono separatamente come specie distinte. Nel paragrafo Specie simili sono descritte le specie di questo gruppo presenti in Italia.
Per questa specie sono riconosciute più o meno valide le seguenti sottospecie:
- Stachys germanica subsp. germanica: è la stirpe principale (quella presente in Italia) - Distribuzione: Europa centrale (dalla Penisola Iberica all'Ucraina e Transcaucasia)
- Stachys germanica subsp. bithynica (Boiss.) R.Bhattacharjee, 1974 - Distribuzione: Grecia e Anatolia.
- Stachys germanica subsp. cordata Greuter & Burdet, 1985 - Distribuzione: Crimea.
- Stachys germanica subsp. cordigera Briq., 1893 - Distribuzione: Penisola Iberica e Marocco.
- Stachys germanica subsp. dasyanthes (Raf.) Arcang., 1894 - Distribuzione: Italia (Sicilia)
- Stachys germanica subsp. heldreichii (Boiss.) Hayek, 1929 - Distribuzione: Penisola Balcanica (meridionale) e Anatolia.
- Stachys germanica subsp. penicillata (Heldr. & Sart. ex Boiss.) Nyman, 1881 - Distribuzione: Penisola Balcanica (meridionale).
- Stachys germanica subsp. velezensis (Sagorski) Hayek, 1929 - Distribuzione: ex. Jugoslavia

La seguente entità pur essendo elencata nella pubblicazione "An annotated checklist of the Italian Vascular Flora'" è in realtà considerata un sinonimo di Stachys cretica subsp. salviifolia (Ten.) Rech.f.:
- Stachys germanica subsp. salviifolia (Ten.) Gams - Distribuzione: Italia (centro-meridionale)

### Sinonimi
Questa entità ha avuto nel tempo diverse nomenclature. L'elenco seguente indica alcuni tra i sinonimi più frequenti:
Sinonimi della sottospecie germanica
- Eriostomum germanicum (L.) Hoffmanns. & Link
- Eriostomum polystachyum (Ten.) C.Presl
- Leonurus germanica (L.) Gueldenst.
- Stachys alba Mill.
- Stachys argentea Tausch
- Stachys biennis Roth
- Stachys castellana Willk.
- Stachys cinerea Benth.
- Stachys elongata Benth.
- Stachys excelsa Benth.
- Stachys fuchsii Bubani
- Stachys germanica var. alpigena K.Koch
- Stachys germanica var. banatica K.Koch
- Stachys germanica var. canariensis Font Quer & Svent.
- Stachys germanica var. polystachya (Ten.) Nyman
- Stachys germanica var. pubescens Benth.
- Stachys germanica var. serrata Briq.
- Stachys germanica var. taurica K.Koch
- Stachys heraclea Webb ex Ball
- Stachys heterodonta Zefir.
- Stachys heterophylla Moench
- Stachys hispanica Mill.
- Stachys lanata Crantz
- Stachys major Garsault
- Stachys nova Sadler ex Rchb.
- Stachys obtusata Boiss.
- Stachys pannonica Láng ex Ten.
- Stachys polystachya Ten.
- Stachys tomentosa Gaterau
- Stachys verbascifolia Benth.

Sinonimi della sottospecie bithynica
- Stachys bithynica Boiss.
- Stachys germanica var. bithynica Boiss.
- Stachys germanica var. procera Nábelek
- Stachys pisidica Boiss. & Heldr.

Sinonimi della sottospecie cordata
- Stachys cordata Klokov

Sinonimi della sottospecie cordigera
- Eriostomum lusitanicum Hoffmanns. & Link
- Stachys acutifolia Bory & Chaub.
- Stachys lusitanica (Hoffmanns. & Link) Steud.
- Stachys germanica subsp. lusitanica (Hoffmanns. & Link) Cout.
- Stachys germanica var. lusitanica (Hoffmanns. & Link) Nyman

Sinonimi della sottospecie dasyanthes
- Stachys dasyanthes Raf.
- Stachys germanica var. dasyanthes (Raf.) Briq.
- Stachys germanica var. orsiniana Briq.

Sinonimi della sottospecie heldreichii
- Stachys heldreichii Boiss.

Sinonimi della sottospecie penicillata
- Stachys penicillata Heldr. & Sart. ex Boiss.
- Stachys germanica var. penicillata (Heldr. & Sart. ex Boiss.) Boiss.
- Stachys dasyanthes var. alpina Heldr. & Sart.
- Stachys germanica var. alpina (Heldr. & Sart.) Briq.

Sinonimi della sottospecie velezensis
- Stachys reinertii subsp. velezensis Sagorski

### Specie simili
Il Gruppo di Stachys germanica, in Italia, è formato da 7 specie così descritte:
- Gruppo 1A: il calice è privo di peli ghiandolari;

- Gruppo 2A: la base delle foglie è Glossario botanico#cordata e i margini sono crenato-dentellati; i denti del calice sono ineguali (calice più o meno zigomorfo);

- Stachys germanica L. - Stregona germanica.

- Gruppo 2B: la base delle foglie è cuneata e i margini sono appena crenulati (quasi interi); i denti del calice sono uguali;

- Stachys cretica L. - Stregona con foglie di salvia (Stachys salviifolia Ten. in Pignatti): tutta la pianta è grigio-tomentosa; la superficie delle foglie è visibile tra i peli; i denti del calice sono lunghi come 1/2 del tubo.
- Stachys byzantina  K. Koch - Stregona candida: tutta la pianta è bianco-lanosa; la superficie delle foglie non è visibile tra i peli; i denti del calice sono lunghi come 1/3 del tubo.

- Gruppo 1B: i peli ghiandolari sono presenti almeno sui denti del calice;

- Gruppo 3A: il fusto è grigio-tomentoso o bianco-tomentoso almeno nella parte basale;

- Gruppo 4A: la base delle foglie è cordata; i denti del calice sono ineguali;

- Stachys tymphaea Hausskn. - Stregona ghiandolosa.

- Gruppo 4B: le foglie inferiori hanno la base cuneata; i denti del calice sono più o meno uguali;

- Stachys thirkei Koch. - Stregona balcanica: i denti del calice alla fruttificazione sono ricurvi.
- Stachys cretica L. - Stregona con foglie di salvia: i denti del calice sono più o meno diritti.

- Gruppo 3B: le foglie sono sparsamente tomentose, verdi o grigio-verdi su entrambe le facce;

- Stachys heraclea All. - Stregona ventrazza.

## Altre notizie
La stregona germanica in altre lingue è chiamata nei seguenti modi:
- (DE)  Deutscher Ziest
- (FR)  Épiaire d'Allemagne
- (EN)  Downy Woundwort